# Васильев, Николай Николаевич (архитектор)
Никола́й Никола́евич Васи́льев (1831—1903) — русский архитектор, автор гражданских и церковных построек в Москве.

## Биография

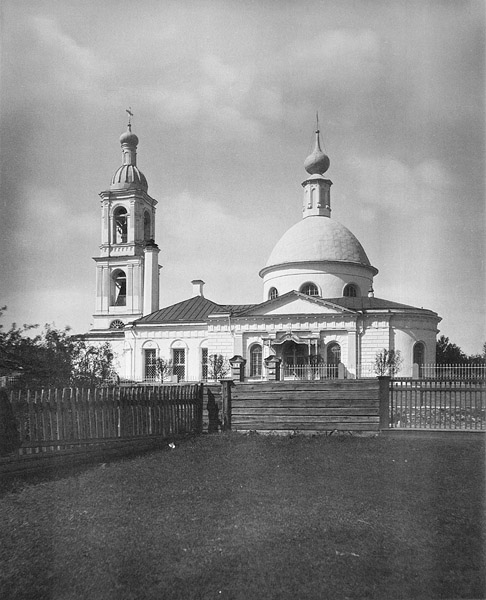
Колокольня (слева) Храма Великомученика Георгия Победоносца в Грузинах

Родился 13 (25) апреля 1831 года. Его отец, Николай Васильевич (1786—1845), происходил из разночинцев; обучался в московской университетской гимназии (1795—1805); в службе к 1833 году имел чин коллежского советника; был награждён орденами Св. Анны 3-й степени (1818) и Св. Владимира 4-й степени (1843). Мать — Наталья Алекс., урождённая Киселёва.
Николай Николаевич Васильев в 1859 году окончил Московское дворцовое архитектурное училище со званием архитекторского помощника. С 1864 года служил в IV Округе путей сообщения и публичных зданий.
В 1865 году утверждён в звании архитектора.
Умер 5 (18) февраля 1903 года.

## Работы
- 1870 — колокольня и приделы церкви Великомученика Георгия Победоносца в Грузинах, Москва, Большая Грузинская улица, 13[4][3];
- 1875 — перестройка дома Дурновых (Е. И. Маркова — Н. К. Голофтеева), Москва, Большая Никитская улица, 21/18[3];
- 1876 — перестройка церкви Параскевы Пятницы в Охотном Ряду, Москва (не сохранилась)[3];
- 1878 — доходный дом, Москва, Пятницкий переулок, 3[3];
- 1878 — доходный дом купца Ф. Ф. Пантелеева, Москва, Ветошный переулок, 6[3];
- 1879—1880 — трапезная, приделы, колокольня, портики церкви Николая Чудотворца в Никольском-Долгоруково, с. Никольское Рузского района[5][3];
- 1887 — доходный дом, Москва, Старомонетный переулок, 35, стр. 2[3];
- 1887 — вдовий дом, Москва, Большая Серпуховская улица, 42[3];
- 1889 — доходный дом Бахрушиных с магазинами, Москва, Лучников переулок, 4[6];
- 1890 — придел домовой церкви Александровского приюта для неизлечимо больных и калек комитета Христианская помощь «Общества Красного Креста», Москва, Борисоглебский переулок, 9, стр. 1[3];
- 1891 — доходный дом Е. И. Ленивовой, Москва, Вишняковский переулок, 12[3];
- дом Карзинкина (позднее — Гранд-отель), Москва, Воскресенская площадь (не сохранился)[3].